# Kyōju Dairi
Kyōju Dairi (教授代理) es el título de instructor, la certificación de la adjudicación de un alto rango profesional empleado en varias koryū japonesas (artes marciales tradicionales). En Daitō-Ryū Aiki Jūjutsu implica el conocimiento de las siguientes técnicas: Shoden Mokuroku (118 técnicas), Aiki no Jutsu (53 técnicas), Hiden Ogi (36 técnicas) y Go Shin'yo no Te (84 técnicas).

## Lista de Kyōju Dairi otorgadas por Sokaku Takeda
- Sato Kanmi (1902),
- Shimoe Shutaro (1903),
- Harada Shinzo (1903),
- Mikami Tomiji (1907),
- Sagawa Nenokichi (1913),
- Yoshida Kotaro (1915),
- Morihei Ueshiba (1922),
- Asano Seikyo (1922),
- Sagawa Yukiyoshi (1924),
- Matsuda Hosaku (1928),
- Miyano Hikojiro (1929),
- Mae Kikutaro (1929),
- Horikawa Taiso (1930),
- Sato Seishiro (1932),
- Sato Keisuke (1935),
- Takuma Hisa (1936),
- Yoshimura Yoshiteru (1936),
- Yokoyama Eijiro (1936),
- Nakatsu Heizaburo (1937),
- Akune Masayoshi (1937),
- Kawazoe Kuniyoshi (1937),
- Takahashi Jun'ichi (1937),
- Kusumoto Koichiro (1937),
- Tonedate Masao (1937),
- Harada Jozaburo (1937),
- Togawa Tadae (1939),
- Uchida Suematsu (1939),
- Tei Kaichi (1939),
- Yamamoto Kakuyoshi (1941)

Estos nombres han sido comprobados en el eimeiroku de Sokaku Takeda y figuran en el libro Bugei Ryuha Daijiten (武芸流派大事典) o "Enciclopedia de las escuelas de artes marciales" de Kiyoshi Watatani en las pp. 520-2. Varios errores y omisiones en este libro se han corregido pero esta lista puede no ser exhaustiva, ya que existen pruebas de que no todos los eimeroku de Sokaku han sobrevivido.

## Menkyo Kaiden 免許皆伝
Certificado de maestría menkyo kaiden que representa un nivel superior de conocimientos y el más alto nivel técnico adjudicado en muchos artes marciales. Fue otorgado por Sōkaku Takeda a Takuma Hisa, a Masao Tonedate, Kusumoto Koichiro  y con seguridad a su propio hijo Tokimune Takeda.